# Диксон, Беатрис
Сесилия Элиза Беатрис Диксон (швед. Cecilia Elise Beatrice Dickson; 31 марта 1852 — 18 января 1941) — шведский филантроп и пионер движения за трезвость в Гётеборге. В 1884 году вместе со своей матерью Диксон основала Ассоциацию Голубого Креста (швед. Öfverås Blåbandsförening), первое шведское общество трезвости. Она была его секретарём в течение 15 лет. Она также возглавляла городское отделение Христианского союза молодых женщин (швед. Kristliga Föreningen av Unga Kvinnor, YWCA) с 1891 по 1916 год.

## Биография
Сесилия Элиза Беатрис Диксон родилась 31 марта 1852 года в Гётеборге и была младшей дочерью Джеймса Диксона и Элеоноры Виллердинг. Воспитанная в одной из самых богатых семей города она получала знания у своих родителей и гувернантки.
В начале 1880-х годов, находясь с продолжительным визитом в Англии вместе со своими родителями, она познакомилась с участниками важнейших социальных событий того времени, включая YWCA и проекты по строительству жилья для бедных в лондонском Ист-Энде. Она поддерживала дружеские отношения с Кэтрин Бут и Агнес Уэлин, влиятельными филантропами, вдохновившими её на будущую работу и интерес к поощрению трезвости среди рабочего класса.
Вернувшись в Швецию, Беатрис вместе с матерью основала первое шведское общество трезвости в поместье своих родителей в районе Эргрюте в Гётеборге. Она также учредила Христианскую ассоциацию друзей молодых рабочих (швед. Föreningen Unga arbeterskors vänner). Диксон также поддерживала движение за трезвость на национальном уровне, тратя значительную часть своего времени на чтение лекций по всей стране.
С 1906 по 1917 год она работала в правлении так называемой Гётеборгской системы — некоммерческого учреждения, нацеленного на сокращение потребления алкоголя. Позже это привело к появлению Systembolaget, государственной монопольной сети магазинов по продаже алкоголя, в Финляндии и Швеции.
Беатрис Диксон умерла 18 января 1941 года и была похоронена на Восточном кладбище Гётеборга.